# Отель Элеон
«Оте́ль Элео́н» — российский комедийный телесериал, спин-офф российского ситкома «Кухня». Производством телесериала занимались компании Yellow, Black and White, Sister’s Production и Keystone Production. Телесериал повествует о комических и драматических ситуациях внутри коллектива пятизвёздочного бутик-отеля Eleon и ресторана Victor.

## История создания
Впервые о создании сериала телеканала СТС под рабочим названием «Гранд-отель „Элеон“» было объявлено 15 февраля 2016 года, за две недели до начала показа 6 сезона сериала «Кухня», основным местом действия которого с 5 сезона являлся вышеупомянутый отель.
Через несколько дней генеральный директор СТС Эльмира Махмутова объявила о том, что часть героев «Кухни» (бармен Константин, его жена Настя, управляющий отелем Михаил Джекович, повара Сеня и Федя, Марина, Элеонора Андреевна, Никита, Света, Егор) появятся в этом сериале.
С 4 июля по 23 сентября 2016 года проходили съёмки первого сезона сериала. Фасадом бутик-отеля Eleon служит московский офис банка «Авангард», расположенный на Якиманской набережной, рядом с Патриаршим мостом, по адресу: ул. Большая Якиманка, д. 1. Премьера состоялась 28 ноября 2016 года на СТС.
С 15 декабря 2016 года по 6 апреля 2017 года проходили съёмки второго сезона. Также было анонсировано эпизодическое возвращение актёров из сериала «Кухня»: Никиты Тарасова (Луи Бенуа), Валерии Федорович (Екатерина Семёнова), Жаныл Асанбековой (Айнура Кененсарова), Кристины, Тимура, Родиона Сергеевича.
В январе 2017 года был запрещён к показу на Украине.
Премьера второго сезона состоялась 15 мая 2017 года на СТС.
Съёмки третьего сезона проходили с 13 июня по 19 октября 2017 года. Было заявлено, что в третьем сезоне зрители увидят уже знакомых персонажей — бывшего мужа Софии Вадима (Илья Любимов) и повара ресторана Victor Фёдора Юрченко (Михаил Тарабукин), а также нового героя в исполнении Егора Корешкова.
1 ноября 2017 года было официально объявлено о том, что третий сезон проекта станет заключительным.
Онлайн-премьера финального сезона сериала состоялась 10 ноября 2017 года на платформе START.ru, по заказу которой сезон и снимался. Телевизионная премьера третьего сезона состоялась на канале СТС 20 ноября 2017 года.
9 августа 2018 года на платформе START.ru состоялась премьера сериала «Гранд» — прямого продолжения сериала «Отель Элеон».
5 марта 2020 года вышел фильм «Отель Белград», который продолжил историю главных героев — Даши и Павла.

## Сюжет
Ресторан получает звезду Мишлен, и Виктор Петрович Баринов уходит на пенсию, однако жизнь в отеле Eleon продолжается. Михаил Джекович управляет отелем, а Сеня становится шеф-поваром ресторана Victor, но у него появляются проблемы в отношениях с женой Мариной, которая назначена главным бухгалтером. Благодаря новому мужу хозяйки, Eleon расширил свои владения — сменил логотип, обрёл президентский номер и спа.
Элеонора Андреевна, устав от дел после медового месяца, передаёт бутик-отель Eleon своему непутёвому племяннику — Павлу. Не желая собственноручно заниматься делами, новый владелец нанимает высококвалифицированного менеджера из Брюсселя — Софию Яновну Толстую. Она получает должность управляющей отелем, а Михаил Джекович становится её подчинённым. Новая управляющая не только вносит изменения в привычный уклад жизни Eleon’а, но и меняет личную жизнь героев. Настя становится арт-директором ресторана Victor, а Костя — всего лишь старшим барменом.
В это же время в отеле появляется девушка по имени Даша. Оказавшись обманутой брачным аферистом, она устраивается на работу в отель в качестве горничной. Но судьба приготовила для неё новый сюрприз: она случайно находит сумку с деньгами и оставляет её на хранение у себя, втайне от всех. Даша не подозревает, что у сумки с миллионом евро есть хозяин: бизнесмен и криминальный авторитет Даниил Маратович Алёхин. В конце сериала Даша встречает нового хозяина отеля — миллионера Петра Романова, а впоследствии становится его супругой и уезжает с ним в Сингапур.

## Персонажи
= Главная роль в сезоне
     = Второстепенная роль в сезоне
     = Гостевая роль в сезоне
     = Не появляется в сезоне

### Главные персонажи
| Диана Пожарская      | Дарья Ивановна Канаева                   | 21 | 21 | 20 | 62 |
| Григорий Сиятвинда   | Михаил Джекович Гебреселассие            | 21 | 21 | 21 | 63 |
| Екатерина Вилкова    | София Яновна Толстая                     | 21 | 21 | 21 | 63 |
| Александра Кузенкина | Юлия Макаровна Комиссарова               | 21 | 20 | 19 | 60 |
| Милош Бикович        | Павел Аркадьевич                         | 19 | 21 | 7  | 47 |
| Сергей Лавыгин       | Арсений Андреевич Чуганин                | 20 | 18 | 20 | 58 |
| Владислав Ветров     | Борис Леонидович Завгородний (дядя Боря) | 17 | 19 | 20 | 56 |
| Наталья Щукина       | Валентина Ивановна Салтыкова             | 19 | 13 | 15 | 47 |
| Ольга Кузьмина       | Анастасия Степановна Анисимова           | 19 | 10 | 20 | 49 |
| Виктор Хориняк       | Константин Константинович Анисимов       | 12 | 15 | 19 | 46 |
| Тимур Еремеев        | Егор                                     | 21 | 2  | 8  | 31 |
| Анна Бегунова        | Марина Антоновна Чуганина                | 14 | 11 | 8  | 33 |
| Филипп Бледный       | Никита Андреевич Дягилев                 | 5  | 21 | 1  | 27 |
| Рина Гришина         | Светлана Дягилева (Алексеева)            | 19 | 16 | 1  | 36 |
| Елена Ксенофонтова   | Элеонора Андреевна Галанова              | 7  | 19 | 9  | 35 |
| Егор Корешков        | Пётр Алексеевич Романов                  |    |    | 21 | 21 |
| Михаил Тарабукин     | Фёдор Михайлович Юрченко                 |    |    | 13 | 13 |
| Всего серий          | Всего серий                              | 21 | 21 | 21 | 63 |

### Второстепенные персонажи
| Константин Фёдоров | Леонид Маркович Косьянов      | 12 | 12 | 9  | 33 |
| Михаил Гаврилов    | Владимир Крепчук              | 3  | 12 |    | 15 |
| Николай Ковбас     | Крестов                       | 3  | 3  |    | 6  |
| Владимир Стержаков | Даниил Маратович Алёхин       | 4  | 9  |    | 13 |
| Александр Наумов   | Бандит                        | 14 |    |    | 14 |
| Артём Сучков       | Бандит                        | 14 |    |    | 14 |
| Эльберд Агаев      | Тимур Давидович               | 3  | 3  |    | 6  |
| Мария Горбань      | Кристина Семёновна Алёхина    | 2  | 4  |    | 6  |
| Валерия Федорович  | Екатерина Викторовна Семёнова |    | 3  |    | 3  |
| Жаннат Керимбаев   | Айбек Керимбаевич Семес       |    | 9  | 12 | 21 |
| Илья Любимов       | Вадим Алексеевич Лебедев      | 2  |    | 10 | 12 |
| Всего серий        | Всего серий                   | 21 | 21 | 21 | 63 |

## В ролях

### В главных ролях
| Актёр                | Роль |
| -------------------- | --- |
| Диана Пожарская      | Дарья Ивановна Канаева (1—3 сезоны) гостья/горничная/портье бутик-отеля Eleon из Волчанска, каратистка, лучшая подруга Юли. В 1 сезоне была предметом влюблённости Егора. Влюблена в Павла. Во 2 сезоне встречалась с Никитой Дягилевым. В 43 серии познакомилась с миллионером Петром, впоследствии в 63 серии стала его супругой и уехала с ним в Сингапур |
| Милош Бикович        | Павел Аркадьевич (1—3 сезоны) владелец/совладелец/портье бутик-отеля Eleon из Сербии, племянник Элеоноры Андреевны, в 1—2 сезонах был влюблён в Дашу, встречался с ней в 28—31 сериях, встречался с Софией с 38 серии, сделал ей предложение в 42 серии, но в 49 серии она бросила его в ЗАГСе, и он вернулся в Сербию |
| Григорий Сиятвинда   | Михаил Джекович Гебреселассие (1—3 сезоны) управляющий/зам. управляющего/портье/старший портье/носильщик/зам. управляющего бутик-отеля Eleon. Авантюрист, но постепенно меняется в лучшую сторону. Его главным недругом поначалу становится София, но чуть позже влюбляется в неё. Встречался с ней в 15—26 сериях, с 27 по 41 серию встречался с Элеонорой Андреевной, в 3 сезоне пытался вернуть Софию, в 63 серии начинает с ней отношения заново. Друг Сени и лучший друг дяди Бори |
| Екатерина Вилкова    | София Яновна Толстая (1—3 сезоны) управляющая (general manager) бутик-отелем Eleon из Брюсселя. Проходила практику в Лондоне, Дубае и Брюсселе. В 15—26 сериях встречалась с Михаилом Джековичем. В 26 серии узнала о его измене, после чего они и расстались. С 38 серии встречалась с Павлом Аркадьевичем и собиралась за него замуж, но в 49 серии бросила его прямо в ЗАГСе. В 63 серии начинает заново отношения с Михаилом Джековичем.                                            |
| Александра Кузенкина | Юлия Макаровна Комиссарова (1—3 сезоны) горничная бутик-отеля Eleon, начинающая актриса, лучшая подруга Даши, девушка/невеста/жена/бывшая жена Владимира, с 60 серии встречается с Алексеем Зуёнком |
| Ольга Кузьмина       | Анастасия Степановна Анисимова (Фомина) (1—3 сезоны) официантка/арт-директор ресторана Victor, жена Кости, мать Стёпы. Подруга Софии и Марины |
| Виктор Хориняк       | Константин Константинович Анисимов (1—3 сезоны) бармен/старший бармен ресторана Victor/носильщик/охранник/креативный директор бутик-отеля Eleon, муж Насти, отец Стёпы. В 3 сезоне стал советником и приятелем нового владельца отеля — Петра Алексеевича Романова |
| Филипп Бледный       | Никита Андреевич Дягилев (1—3 сезоны) совладелец бутик-отеля Eleon, старый друг Павла Аркадьевича, муж Светланы (в 3 сезоне), во 2 сезоне был влюблён в Дашу, встречался с ней в 38—40 сериях, в 43 серии продал свою часть отеля |
| Сергей Лавыгин       | Арсений Андреевич Чуганин (1—3 сезоны) шеф-повар/повар-универсал ресторана Victor, лучший друг Феди, друг Михаила Джековича и дяди Бори, муж Марины, отец мальчиков-близнецов |
| Анна Бегунова        | Марина Антоновна Чуганина (1—3 сезоны) главный бухгалтер бутик-отеля Eleon, жена Сени, родила в 50 серии мальчиков-близнецов, подруга Софии и Насти |
| Елена Ксенофонтова   | Элеонора Андреевна Галанова (в девичестве — Семёнова) (1—3 сезоны) владелица бутик-отеля Eleon, тётя Павла, жена/бывшая жена Родиона Сергеевича. Встречалась с Михаилом Джековичем в 26—41 сериях, но потом они расстались |
| Владислав Ветров     | Борис Леонидович Завгородний (дядя Боря) (1—3 сезоны) главный инженер (manager of engineering) бутик-отеля Eleon, лучший друг Михаила Джековича и друг Сени. Любит слушать песни Владимира Высоцкого и нередко злоупотребляет алкоголем. Влюблён в Валентину и долго добивался её симпатии, в 3 сезоне они начали отношения. Приехал в Москву из Барнаула |
| Наталья Щукина       | Валентина Ивановна Салтыкова (1—3 сезоны) старшая горничная (housekeeping manager) бутик-отеля Eleon, дважды разведена, в 39 серии фиктивно вышла замуж за Айбека, с 3 сезона встречается с Борисом Леонидовичем |
| Рина Гришина         | Светлана Дягилева (Алексеева) (1—3 сезоны) портье бутик-отеля Eleon (1—2 сезоны), влюблена в Никиту и встречалась с ним во 2 сезоне, пыталась всячески отбить его у Даши и у неё это получилось, жена Никиты с 3 сезона |
| Егор Корешков        | Пётр Алексеевич Романов (3 сезон) совладелец бутик-отеля Eleon, венчурный инвестор, потерял свою первую жену Ольгу, внешне похожую на Дарью Канаеву. Далее встречался с Дашей, впоследствии в 63 серии женился на ней и уехал с новой супругой в Сингапур |
| Михаил Тарабукин     | Фёдор Михайлович Юрченко (3 сезон) су-шеф/шеф-повар ресторана Victor, лучший друг Сени, до возвращения в отель работал шеф-поваром у олигарха |
| Тимур Еремеев        | Егор (1—3 сезоны) старший портье (front desk manager) бутик-отеля Eleon (1 сезон), главный антагонист (3 сезон). Был влюблён в Дашу. Не добившись её симпатии, в 21 серии сбежал с миллионом евро. В 3 сезоне придумал преступную схему для получения оставшейся части денег, но в итоге в 63 серии был арестован |

### Второстепенные роли
| Актёр                 | Роль |
| --------------------- | --- |
| Константин Фёдоров    | Леонид Маркович Косьянов (1—3 сезоны) начальник охраны (security manager) бутик-отеля Eleon |
| Николай Ковбас        | Крестов (1—2 сезоны) майор полиции, оперуполномоченный уголовного розыска, напарник Владимира Крепчука, был переведён в Санкт-Петербург |
| Михаил Гаврилов       | Владимир Крепчук (1—2 сезоны) капитан/майор полиции, оперуполномоченный уголовного розыска, парень/жених/муж/бывший муж Юли, во 2 сезоне встречался с Юлей и женился на ней, однако, узнав, что Юля была с ним из корыстных целей, расстался с ней прямо на свадьбе. Дальнейшая судьба героя известна в сериале «Гранд» |
| Данила Рассомахин     | Ярослав (1—3 сезоны) брат-близнец Павла, носильщик (bell-boy) бутик-отеля Eleon |
| Павел Рассомахин      | Павел (1—3 сезоны) брат-близнец Ярослава, носильщик (bell-boy) бутик-отеля Eleon |
| Владимир Стержаков    | Даниил Маратович Алёхин (1—2 сезоны) Главный антагонист 1 и 2 сезона. Бизнес-партнёр Элеоноры Андреевны, муж/бывший муж Кристины, криминальный авторитет. Враг Даши. Во 2 сезоне имитировал свою смерть, но обман был раскрыт Дашей. В конечном итоге потерял память после того, как его сбила машина в 42 серии        |
| Александр Наумов      | бандит, помощник Даниила Маратовича, арестован в 21 серии (1 сезон) |
| Артём Сучков          | бандит, помощник Даниила Маратовича, застрелен Владимиром Крепчуком в 21 серии (1 сезон) |
| Эльберд Агаев         | Тимур Давидович (1—2 сезоны) поставщик продуктов в ресторан Victor |
| Алексей Марков        | Майкл / Паоло брачный аферист |
| Евгений Сморигин      | Евгений (1 сезон, 15 серия) бармен ресторана Victor из Беларуси |
| Сергей Подольный      | Николай (1 сезон) официант ресторана Victor, уволен Настей в 16 серии |
| Никита Лобанов        | Роман (1 сезон) официант ресторана Victor, уволен Павлом Аркадьевичем в 21 серии |
| Даниель Мирончук      | Степан Константинович Анисимов (1, 3 сезоны) сын Насти и Кости |
| Мария Горбань         | Кристина Семёновна Алёхина (1—2 сезоны) жена/бывшая жена Даниила Маратовича, в 21—26 сериях была любовницей Павла |
| Жаннат Керимбаев      | Айбек Керимбаевич Семес (2—3 сезоны) заместитель главного инженера бутик-отеля Eleon, племянник Айнуры |
| Илья Любимов          | Вадим Алексеевич Лебедев (1, 3 сезоны) коуч (12—13 серии), с 51 серии — психолог бутик-отеля Eleon, бывший муж Софии. В 3 сезоне вернулся к Софии из-за жалости к ней, в 60 серии был выгнан её отцом |
| Алёна Мордовина       | Елизавета (1—3 сезоны) официантка ресторана Victor |
| Кристина Каширина     | Яна официантка ресторана Victor |
| Анна Чернович         | Диана Морозова (1 сезон) горничная бутик-отеля Eleon |
| Ольга Веникова        | Яна Молчанова (1 сезон) горничная бутик-отеля Eleon |
| Анна Барсукова        | Анжелика Куценко (1—2 сезоны) горничная бутик-отеля Eleon |
| Алина Носуленко       | Диана Морозова (2—3 сезоны) горничная бутик-отеля Eleon |
| Екатерина Шмакова     | Анна Сокурова (2—3 сезоны) горничная бутик-отеля Eleon |
| Татьяна Шелехова      | Анастасия хостес ресторана Victor (3 сезон) |
| Анастасия Безбородова | Полина Александровна (3 сезон) фитнес и СПА менеджер (fitness and SPA manager) бутик-отеля Eleon, влюблена в Михаила Джековича |
| Захар Ронжин          | Ян (3 сезон) повар ресторана Victor |
| Константин Белошапка  | Алексей Викторович Зуёнок (2—3 сезоны) портье бутик-отеля Eleon. Дальнейшая судьба героя известна в сериале «Гранд» |
| Степан Зуев           | Филипп официант ресторана Victor |
| Андрей Кудзин         | Алексей официант ресторана Victor |
| Иван Кравченко        | Александр бармен ресторана Victor |
| Максим Артамонов      | Сергей охранник бутик-отеля Eleon |
| Геннадий Шершаков     | Эдуард охранник бутик-отеля Eleon |
| Кейси                 | Элеонора Андреевна (1 сезон, эпизодически) бездомная собака, живущая около ресторана Victor |

### Приглашённые звёзды
| Актёр             | Роль                                                      |
| ----------------- | --------------------------------------------------------- |
| Виталий Гогунский | камео, актёр (4 серия)                                    |
| Ольга Фреймут     | камео, телеведущая (15 серия, озвучена Еленой Соловьёвой) |
| Uma2rmaH          | камео, рок-группа (31 серия)                              |
| Егор Крид         | камео, певец (56 серия)                                   |

## Серии
| Сезон | Сезон | Серии | Период трансляции           |
| ----- | ----- | ----- | --------------------------- |
|       | 1     | 21    | 28 ноября — 29 декабря 2016 |
|       | 2     | 21    | 15 мая — 15 июня 2017       |
|       | 3     | 21    | 20 ноября — 21 декабря 2017 |

Отличительная особенность серий телесериала заключается в том, что они имеют названия, которые, в свою очередь, звучат в качестве последних произнесённых фраз.

### Сезон 1
| № серии | Название                                        | Описание | Премьера        |
| ------- | ----------------------------------------------- | --- | --------------- |
| 1       | «Домой я точно не поеду»                        | Шеф-повар Виктор Баринов ушёл на пенсию, а Элеонора Андреевна встретила мужчину своей мечты. Но жизнь продолжается: Михаил Джекович по-прежнему отвечает за порядок в «Элеоне», шеф-поваром ресторана Victor назначили Сеню, а Настя получает неожиданное повышение. Всё идёт своим чередом, пока отель не возглавляет Павел — непутевый племянник прежней хозяйки. Чтобы выполнить нешуточное условие тёти, он переманивает из Брюсселя суперменеджера Софию Яновну. Новая управляющая устанавливает свои правила, и теперь отель ждут серьёзные перемены, которые переворачивают с ног на голову не только привычный уклад «Элеона», но и личные планы героев. | 28 ноября 2016  |
| 2       | «Найдите мои деньги»                            | Даша начинает новую жизнь в роли горничной «Элеона». В отель заселяются очень подозрительные типы с прикованным к руке чемоданчиком. Михаил Джекович продолжает плести интриги против Софьи. А Костя решает уволиться — жена в роли директора его совсем не устраивает. | 28 ноября 2016  |
| 3       | «Вряд ли мы сработаемся, Софья Яновна»          | Первый день Михаила Джековича в роли портье обещает быть очень беспокойным — в отель заселяется гость с суицидальными наклонностями. Но для бывшего управляющего это только на руку. Даша хочет вернуть найденные деньги: жаль, этого не знают бандиты, которые в поисках сумки переворачивают весь «Элеон». | 29 ноября 2016  |
| 4       | «Увольнение отменяется, приступайте к работе»   | Настя увольняет официанта. Костя вызывается помочь другу — у него есть проверенный метод. Павел находит способ сблизиться с Дашей. А Михаил Джекович гадает, зачем София заселила в свой номер пластического хирурга. | 30 ноября 2016  |
| 5       | «Короче, ищем горничную!»                       | В «Элеоне» новый бухгалтер — жена Сени Марина. Из-за этого у шеф-повара сразу же начинаются проблемы с зарплатой, отчётностью и репутацией. Михаил Джекович обнаруживает слабое место у Софьи, которым тут же хочет воспользоваться. А Даша убирается в номере у нового постояльца с псом. | 1 декабря 2016  |
| 6       | «У нас свободная страна»                        | У Насти созрел план, как помирить Сеню с Мариной. Михаилу Джековичу вспоминают старые долги и просят вмешаться в личную жизнь одного из постояльцев. И всё было бы хорошо, вот только гость — чемпион мира по смешанным единоборствам. | 5 декабря 2016  |
| 7       | «Не дури, возвращайся!»                         | Аноним сообщает, что в «Элеоне» заложена бомба. Эвакуация совсем не совпадает с планами Элеоноры — в отеле у неё намечена встреча с потенциальным бизнес-партнёром. Павел переходит в наступление и вербует Юлю, чтобы та подбила Дашу пойти с ним на свидание. | 6 декабря 2016  |
| 8       | «Он чуть не разрушил нашу семью»                | Тимур регистрирует Сеню в мобильном приложении для знакомств, однако на фото в профиле оказывается Костя. Постоянная гостья «Элеона» отдаёт Михаилу Джековичу на хранение дорогое колье, с которым тут же происходит неприятность. | 7 декабря 2016  |
| 9       | «Удачно всё-таки я тебя вспомнил»               | В «Элеоне» важный гость — известный писатель, чьи привычки становятся головной болью для Даши. А у Софии проблем в два раза больше: грядущая проверка и безумные идеи Павла по обустройству отеля. | 8 декабря 2016  |
| 10      | «Диван остался»                                 | Бандиты продолжают поиски денег, и под их подозрение попадает Юля. Егор случайно приглашает Дашу на свидание. А Настя понимает, что мужу иногда можно давать чуть больше свободы. | 12 декабря 2016 |
| 11      | «Ужинайте вы сами!»                             | Дядя Боря, как может, ухаживает за Валентиной. А София решает окончательно побороть воровство среди персонала. | 13 декабря 2016 |
| 12      | «Ну здравствуй, Робин Гуд»                      | Элеонора устраивает тренинг для персонала. Павел нанимает Дашу в качестве своей телохранительницы на светском мероприятии. А Сеня задумывает раздел имущества — он собирается сдавать свою комнату в своей бывшей квартире. | 14 декабря 2016 |
| 13      | «Я не хочу, чтобы наш сын вырос таким, как ты!» | В ходе тренинга персонал меняется должностями друг с другом: София отправляется на стойку портье, Настя становится барменом, а Костя — директором ресторана. Юля строит планы, как потратить деньги подруги, но это не входит в планы Даши. | 15 декабря 2016 |
| 14      | «Тогда переходим к плану Б»                     | Благодаря Юле в сумке с деньгами теперь немного не хватает. Настя ищет в ресторан другого бармена. А у Павла новости: он хочет с размахом отпраздновать свой день рождения и сделать это прямо в отеле. | 19 декабря 2016 |
| 15      | «И отель спас, и удовольствия получил»          | Сеня первым замечает, что София и Михаил Джекович, кажется, сделали тот самый шаг в отношениях. Правда у Софии нет времени на чувства — отель теряет прибыль. И тут появляется Павел с очередной гениальной идеей! | 20 декабря 2016 |
| 16      | «Егорка точно миллион принесёт»                 | В отеле останавливается известный американский продюсер, который ищет актрису для съёмок клипа. В ресторане появляется новый бармен, которому очень нравится новый директор. | 21 декабря 2016 |
| 17      | «Какой хозяин вам нужен?»                       | Из-за пожара отель не работает и теряет прибыль, Элеонора идёт на крайние меры и приглашает того, кто бы мог купить часть «Элеона». Таким человеком оказывается бывшая жена Нагиева Кристина… | 22 декабря 2016 |
| 18      | «Вали из моего отеля!»                          | Персонал отеля готовится к корпоративу, многие продумывают номера для конкурса, главный приз в котором 50 тысяч рублей. Но перед этим надо помирить совладельцев «Элеона»: Павла и Никиту, у которых разные виды на бизнес, но одинаковые — на Дашу. | 27 декабря 2016 |
| 19      | «Жениться — это не моё… разве что на тебе»      | Из-за ремонта в квартире Даша берёт деньги на работу. Юля своими методами хочет наладить личную жизнь подруги… | 27 декабря 2016 |
| 20      | «Куда я денусь?»                                | На годовщину свадьбы Сеня думает всё-таки вернуть расположение Марины. Павел уверен, что Даша теперь его девушка, что совсем не радует Дашу. А Михаил Джекович гадает, почему же София не хочет принять его предложение жить вместе. | 28 декабря 2016 |
| 21      | «Даша, где миллион?»                            | В «Элеон» заселяется мажор-видеоблогер, который считает, что все ему должны. У Даши, наконец, появляется шанс решить ситуацию с деньгами. Родители Насти предлагают дочке с внуком переехать в Италию. | 29 декабря 2016 |

### Сезон 2
| № серии | Название                                   | Описание | Премьера     |
| ------- | ------------------------------------------ | --- | ------------ |
| 1 (22)  | «Кто виноват?»                             | Жизнь отеля бьёт ключом: Крис решается сразу на развод и свадьбу, Костя становится белл-боем, а Даша, Юля и Никита идут на преступление. В это время Элеоноре наскучила семейная жизнь, и она обращает внимание на одного из подчинённых.                                            | 15 мая 2017  |
| 2 (23)  | «Оттуда он нас точно не достанет»          | В разгаре расследование нападения на олигарха Алёхина, поэтому Юля, Даша и Никита объединяются, чтобы спрятать улики. Тем временем Михаил Джекович мечется между дамами, не зная, кого выбрать, а Дядя Боря определился и готовится сделать предложение.                             | 15 мая 2017  |
| 3 (24)  | «Родная кровь»                             | Михаил Джекович пытается помириться с Софией, но каждый раз ему что-то мешает. Чтобы скрыть улики, Даша и Юля едут в больницу, где притворяются дочками Алёхина, а Костя начинает собственное расследование и узнаёт шокирующую правду.                                              | 16 мая 2017  |
| 4 (25)  | «Понаедут и жизни учат»                    | Айнура устраивает племянника в «Элеон», София хочет возобновить отношения с управляющим, а Павел пытается помириться с Дашей. Тем временем в отель заселяется необычный гость размером с ладонь.                                                                                     | 17 мая 2017  |
| 5 (26)  | «Садись, подвезу!»                         | Родион Сергеевич возвращается в отель и понимает, что у Элеоноры кто-то появился. Михаил Джекович пытается скрыть правду и просит Сеню стать «любовником» Элеоноры. В это время Павел хочет избавиться от Крис, но не знает как, а Света подозревает, что Даша и Никита встречаются. | 18 мая 2017  |
| 6 (27)  | «Канаева, когда ты уже сдохнешь?!»         | Отель готовится к приезду мировой знаменитости: в ход идут квадратные арбузы, синие розы и золотые унитазы. Племянник Айнуры под угрозой увольнения, но Дядя Боря придумывает хитрый план. А Даша, Павел, Света и Никита окончательно запутались в отношениях.                       | 22 мая 2017  |
| 7 (28)  | «Главное — что ты со мной»                 | Элеонора подозревает, что управляющий любит выпить, поэтому решает его закодировать. Только вместо Михаила Джековича под чары экстрасенса попадает другой сотрудник «Элеона». Тем временем Павел заказывает приворот, а Даша пытается доказать, что Алёхин жив.                      | 23 мая 2017  |
| 8 (29)  | «У меня с Дашей ничего не было!»           | В гости к Даше приезжает бабушка, и теперь внучке надо доказать, что её жизнь — все «пять звёзд». Дядя Боря демонстрирует дар полиглота, а Павел заказывает расследование, чтобы узнать, с кем встречается Даша.                                                                     | 24 мая 2017  |
| 9 (30)  | «Служебный роман»                          | Чтобы отвести подозрения, Никита увольняет Дашу. Но Света всё равно выясняет отношения с Дашей, а Павел узнаёт правду. В это время Айбек выбирает жену из числа горничных и начинает ухаживать за ней, только дяде Боре эта затея не по душе.                                        | 25 мая 2017  |
| 10 (31) | «Ненавижу тебя!»                           | В отеле появляется давняя подруга Элеоноры, управляющему кажется, что Элеонора его стесняется. Чтобы устроить «сюрприз» для Даши, Павел приглашает в «Элеон» группу Uma2rmaN. Тем временем Юля пытается выяснить, что известно её парню-следователю.                                 | 29 мая 2017  |
| 11 (32) | "Ай да Пушкин… "                           | Павел пытается помириться с Дашей, но Никита решает отомстить сопернику и вызывает его на дуэль. В отеле остановился известный режиссёр, с которым управляющего связывает постыдное прошлое. На презентации своего фильма старый знакомый хочет раскрыть правду о Михаиле Джековиче. | 30 мая 2017  |
| 12 (33) | «Просыпайся!»                              | На новом месте Даша сталкивается с постояльцем-лунатиком, из-за которого её могут уволить. Михаил Джекович получает дорогие подарки от Элеоноры и чувствует себя неловко. София и Павел переписываются и понимают, что они не такие разные.                                          | 31 мая 2017  |
| 13 (34) | "Павел Аркадьевич, не надо этого делать… " | Новый следователь допрашивает весь персонал, а Крис готова подставить Павла, чтобы добиться своего. Элеонора переехала к Михаилу Джековичу, но вскоре они понимают, что жить вместе — не лучшая идея.                                                                                | 4 июня 2017  |
| 14 (35) | «Я согласна»                               | В отеле останавливается художница, использующая вместо кистей… свою грудь. Настя требует от Кости романтики, а Софии поступает соблазнительное предложение возглавить отель в Праге.                                                                                                 | 5 июня 2017  |
| 15 (36) | «Я сделал всё, как договаривались»         | София и Павел заключают пари. В это время Сеня подозревает, что Марина беременна не от него, и намерен разоблачить жену. А Даша и Юля всеми силами пытаются помешать следователю узнать правду об их преступлении.                                                                   | 6 июня 2017  |
| 16 (37) | «Кто-нибудь его уведёт»                    | Даша и Юля фантазируют о том, как могла бы сложиться их личная жизнь с каждым из парней отеля «Элеон». | 7 июня 2017  |
| 17 (38) | "Попробуй… "                               | Михаил Джекович и Сеня пытаются спрятать контрабандный сыр от полицейских. Настя надеется помешать первому свиданию Софии и Павла, а Никита решает устроить романтический вечер для Даши.                                                                                            | 8 июня 2017  |
| 18 (39) | «Мы не подходим друг другу?»               | Даша хочет произвести впечатление на отца Никиты. Тем временем Айбеку срочно нужно заключить фиктивный брак, чтобы его не депортировали из страны. Сеня же терпит убытки от капризов беременной Марины и пытается сэкономить на её зверском аппетите.                                | 13 июня 2017 |
| 19 (40) | «Ты что, ей не веришь?»                    | Света продолжает мстить и пытается поссорить Дашу с Никитой. Зато Михаил Джекович решает забыть прошлую любовь и сделать предложение Элеоноре. | 14 июня 2017 |
| 20 (41) | «Давай расстанемся»                        | Элеонора сообщает дочери, что хочет расстаться с Михаилом Джековичем. Дядя Боря пытается загладить вину перед Валентиной. Даша и Юля получают информацию о возможном местонахождении Алёхина и решают проверить её.                                                                  | 15 июня 2017 |
| 21 (42) | «Выходи за меня»                           | Пока идёт подготовка к свадьбе Юли, Михаил Джекович решается вернуть Софию, а дядя Боря пытается произвести впечатление на Валентину. Но главная спецоперация ждёт Дашу, которая собирается сдать Алёхина генералу.                                                                  | 15 июня 2017 |

### Сезон 3
| № серии | Название                            | Описание | Премьера        |
| ------- | ----------------------------------- | --- | --------------- |
| 1 (43)  | «Крутой бородач»                    | София и Михаил Джекович решают начать новую жизнь с перемен в имидже. В ресторан возвращается Федя, а у Даши появляется тайный поклонник.                                                                       | 20 ноября 2017  |
| 2 (44)  | «Кто это?»                          | Павел возвращается в отель и получает новую должность. Юля с Дашей подозревают, что Пётр — маньяк. А Костя решает поиграть в «молчанку».                                                                        | 20 ноября 2017  |
| 3 (45)  | «Так тебе и надо»                   | Сеня замечает, что Федя относится к нему не как к боссу. Павел пытается заработать на свадьбу и подставить Михаила Джековича. Пётр зовёт Дашу в театр, но в итоге свидание пройдёт на «высоте».                 | 21 ноября 2017  |
| 4 (46)  | «Я уверен, мы поладим»              | Сотрудникам отеля выдали специальные браслеты. Пётр с помощью браслета пытается понять, нравится ли он Даше. А в ресторане появляется клиент, благодаря которому Костя меняет работу.                           | 22 ноября 2017  |
| 5 (47)  | «Ненавижу свадьбы!»                 | Даша избегает нового хозяина отеля — Петра. Сеня возвращается на работу, где идёт подготовка к свадьбе Софии и Павла.                                                                                           | 23 ноября 2017  |
| 6 (48)  | «Пожалуйста, помоги!»               | Юля находит в номере надувную куклу, очень похожую на Дашу. Михаил Джекович проводит ночь с женщиной, которую принимает за Софию. Костя решает попробовать новую методику, которая приносит ему премию.         | 27 ноября 2017  |
| 7 (49)  | «Это из-за меня»                    | София посещает психолога и понимает, почему влюбилась в Павла. Тем временем, Даша и Юля пытаются отвлечь дядю Борю, чтобы вытащить деньги из каморки.                                                           | 28 ноября 2017  |
| 8 (50)  | «Я за себя не отвечаю»              | Юля без спроса берёт деньги Егора, чтобы выиграть на разнице курсов валют. Федя начинает вести прямые эфиры с кухни. Софию, тем временем, всё раздражает, а у жены Сени начинаются роды на кухне отеля.         | 29 ноября 2017  |
| 9 (51)  | «Бул алтымыш миллион сом да!»       | Бывший муж Софии решает занять должность штатного психолога отеля. Пётр не оставляет надежды устроить романтическое свидание с Дашей, которая в это время пытается передать деньги шантажистам.                 | 30 ноября 2017  |
| 10 (52) | «Что ты задумал?»                   | В отеле заменили ключи на отпечатки пальцев, но нашёлся клиент, которого такое новшество оскорбило. Дядя Боря решает, что Айбек украл у него 50 тысяч, а Вадим предлагает сотрудникам пройти тестирование.      | 4 декабря 2017  |
| 11 (53) | «Я — не она…»                       | Сеня находит пакет с деньгами и пытается его спрятать. Пётр учит Дашу кататься на коньках и дарит дорогое ожерелье. Даша узнаёт, почему нравится Петру.                                                         | 5 декабря 2017  |
| 12 (54) | «Готов поспорить — всё получится»   | Пётр решает продать свою долю и предлагает Косте переехать с ним в Лос-Анджелес. Чтобы вернуть отель Петру, Даша притворяется дочерью олигарха. В это время Вадим и Михаил Джекович играют в баскетбол на спор. | 6 декабря 2017  |
| 13 (55) | «Тебе лечиться надо!»               | Даша и Юля узнают правду о Петре, а он, в свою очередь, проверяет Дашу. Дядя Боря и Сеня устраивают рыбалку на крыше отеля, а Михаилу Джековичу придётся пойти на приём к Вадиму.                               | 7 декабря 2017  |
| 14 (56) | «У нас ничего не может быть»        | В отеле намечается армяно-грузинская свадьба, выступать на которой будет Егор Крид. Егор продолжает жить у Даши, из-за чего её отношения с Петром заходят в тупик. А София отвергает Михаила Джековича.         | 11 декабря 2017 |
| 15 (57) | «Кажется, тебя ждут»                | Марина привозит детей в отель и оставляет на Сеню. Пётр пытается сказать Даше, что видел её поцелуй с Егором. Айбек намекает дяде Боре о материнских мечтах Валентины.                                          | 12 декабря 2017 |
| 16 (58) | «Это лучшая ночь в моей жизни!»     | Пётр хочет подарить путёвку на Мальдивы кому-то из сотрудников. Ради такого дела коллектив устраивает корпоратив и решает, кому достанется путёвка. В ходе споров Федя и дядя Боря устраивают рэп-баттл.        | 13 декабря 2017 |
| 17 (59) | «Меньше народа — больше кислорода»  | Чтобы вернуть пакет с деньгами, Сеня вызывается помочь Косте и Насте. Дядя Боря и Михаил Джекович пытаются напоить Вадима, дабы помочь Софии узнать правду о бывшем муже.                                       | 14 декабря 2017 |
| 18 (60) | «Постараюсь тебя простить»          | В отеле появляется отец Софии и выясняет, кто обижает его дочь. Бывший босс Феди предлагает Сене новую работу, а Лёша признаётся Даше в любви.                                                                  | 18 декабря 2017 |
| 19 (61) | «Спасибо за идиотские советы!»      | Настя находит пакет с деньгами в туалете. Элеонора положила глаз на Петра, а Даша пытается спасти его от ухаживаний хозяйки. В это время Зуев в компании цыган и медведя устраивает вечеринку в отеле.          | 19 декабря 2017 |
| 20 (62) | «Настоящая дружба — это прекрасно!» | Перед аукционом отель проверяет служба безопасности. Дядя Боря покупает трейлер, дарит Валентине дорогие серьги и просит её молчать об этом. А Даша снова пытается спасти Егора от смертельной опасности.       | 20 декабря 2017 |
| 21 (63) | «Прощай…»                           | Чтобы спасти Юлю, Даша выполняет все указания Егора. Сеня и Федя пытаются взломать сейф Петра и забрать пакет с деньгами. А Михаил Джекович просит Софию начать всё сначала.                                    | 21 декабря 2017 |

## Рейтинг сериала в России
Сериал успешно стартовал в эфире телеканала СТС. По данным компании «TNS Россия», доля российских зрителей, посмотревших первые 2 серии, составила 20,5 % в аудитории «10—45». В Москве этот показатель за 2 первых серии составил 22,5 %. Эти данные вывели канал СТС в лидеры слота «20:00—21:00», оставив позади «Первый канал», ТНТ, «Россию-1» и НТВ.

## Мнения о сериале
- Игорь Карев, журналист «Газеты.ru»:

У «Элеона» не самая простая задача — как-то заполнить ту пустоту на СТС, появившуюся на месте «Кухни» после завершения сериала. Усложняет положение и то, что большинство привычных «кухонных» актёров в спин-офф не перешло — и оставшимся, а также новичкам предстоит как-то их заменить. <…> В отсутствие этих двух ярких героев [Шефа и Нагиева] «тащить» ситком приходится другим работникам «Отеля». Удачным получился дуэт Михаила Джековича и Софии Толстой. <…> Одной из безусловных удач сериала стала новая горничная Даша — хрупкая девушка и мастер боевых искусств.
- Евгений Ухов, обозреватель «Film.ru»:

Переход из кухонной подсобки в коридоры отеля прошёл на удивление гладко – новые персонажи органично переплелись с привычными героями, юмор остался на высоком уровне, а сюжетные линии обещают любопытное развитие.
- Алина Бавина, шеф-редактор «Вокруг ТВ»:

В спин-оффе появился ещё экшен, которого не было в «Кухне». И новому проекту он на пользу. Заявленная в первых сериях тема лёгких денег одновременно с новыми интригами в коллективе, новыми проблемами в личных взаимоотношениях героев и наконец новыми шутками держит зрителя в напряжении в хорошем смысле этого слова.